# Eustoma

Eustoma és un gènere de tres espècies dins la família Gentianaceae, es troba en regions càlides del sud dels Estats Units, Mèxic, el Carib i nord d'Amèrica del Sud. Principalment es troben en herbassars i zones de sòl pertorbat.
Són plantes herbàcies anuals de 15 a 60 cm d'alt, amb fulles lleugerament suculentes de color verd blavós i flors tubulars que es troben sobre llargues tiges erectes.
Eustoma russellianum és molt popular i té molts cultivars que es fan servir com a flor tallada comercialment també es coneixen com a Lisianthus, Texas Bluebell, Prairie Gentian (ITIS), Tulip Gentian o fins i tot Genciana, però no s'ha de confondre amb l'autàtica Genciana.